# Liste der Staatsoberhäupter 1556
Übersicht
◄◄ | ◄ | 1552 | 1553 | 1554 | 1555 | Liste der Staatsoberhäupter 1556 | 1557 | 1558 | 1559 | 1560 | ► | ►►

Weitere Ereignisse

## Afrika
- Adal
  - Sultan: Barakat ibn Umar Din (1555–1559)

- Äthiopien
  - Kaiser (Negus Negest): Claudius (1540–1559)

- Bornu (im heutigen Niger) (Sefuwa-Dynastie)
  - König/Mai: Dunama VI. (1539–1557)

- Ifriqiya (Ost-Algerien, Tunesien) (Hafsiden)
  - Kalif: Ahmad III. (1543–1570)

- Jolof (im heutigen Senegal)
  - Buur-ba Jolof: al-Buri Penda (1549–1566)

- Kano
  - Emir: Muhammad Kisoki (1509–1565)

- Kongo
  - Mani-Kongo: Diogo I. (1545–1561)

- Marokko (Saadier)
  - Sultan: Muhammad II. asch-Schayh (1540–1557)

- Munhumutapa-Reich
  - Herrscher: Chivere Nyasoro (um 1550–1560)

- Sultanat von Sannar (im heutigen Sudan)
  - Sultan: Abd al-Qadir I. (1550/51–1557/58)

- Songhaireich (in Westafrika)
  - Herrscher: Daoud (1549–1582)

## Amerika
- Governorat Brasilien
  - Gouverneur: Duarte da Costa (1553–1558)

- Inkareich
  - Inka: Sayri Túpac (1544–1561)

- Vizekönigreich Neuspanien
  - Vizekönig: Luis de Velasco (1550–1564)

- Vizekönigreich Peru
  - Präsident der Audiencia: Melchor Bravo de Saravia (1552–1556)
  - Vizekönig: Andrés Hurtado de Mendoza (1556–1561)

## Asien
- China (Ming-Dynastie)
  - Kaiser: Jiajing (1521–1567)

- Japan
  - Kaiser: Go-Nara (1526–1557)
  - Shōgun Ashikaga: Ashikaga Yoshiteru (1546–1565)

- Korea (Joseon-Dynastie)
  - König: Myeongjong (1545–1567)

- Mogulreich
  - Großmogul: Humayun (1555–1556)
  - Großmogul: Akbar I. (1556–1605)

- Persien (Safawiden-Dynastie)
  - Schah: Tahmasp I. (1524–1576)

- Thailand
  - König: Maha Chakrapat (1548–1568)

- Vietnam
  - Norden (Mạc-Dynastie)
    - König: Mạc Tuyên Tông (1546–1561)

  - Süden (Hậu Lê Dynastie)
    - König: Lê Trung Tông (1548–1556)
    - König: Lê Anh Tông (1556–1573)

## Europa
- Andorra
  - Co-Fürsten:
    - Königin von Navarra: Johanna III. (1555–1572)
    - König von Navarra: Antoine de Bourbon (1555–1562)
    - Bischof von Urgell: Miquel Despuig (1552–1556)
    - Bischof von Urgell: Joan Pérez García de Oliván (1556–1560)

- Dänemark und Norwegen
  - König: Christian III. (1534–1559)

- England und Irland
  - Königin: Maria Tudor (1553–1558)

- Frankreich
  - König: Heinrich II. (1547–1559)

- Heiliges Römisches Reich
  - König und Kaiser: Karl V. (1519–1556) (ab 1520 Kaiser, 1516–1556 König von Spanien, 1519–1521 Erzherzog von Österreich)
  - König und Kaiser: Ferdinand I. (1556–1564) (1526–1564 König von Böhmen, 1526–1564 König von Ungarn, 1521–1564 Erzherzog von Österreich)
  - Kurfürstentümer
    - Erzstift Köln
      - Erzbischof: Adolf von Schaumburg (1547–1556)

    - Erzstift Mainz
      - Erzbischof: Daniel Brendel von Homburg (1555–1582)

    - Erzstift Trier
      - Erzbischof: Johann von Isenburg (1547–1556)
      - Erzbischof: Johann von der Leyen (1556–1567)

    - Böhmen
      - König: Ferdinand I. (1526–1564)

    - Brandenburg
      - Kurfürst: Joachim II. Hector (1535–1571)

    - Kurpfalz
      - Kurfürst: Friedrich II. der Weise (1544–1556)
      - Kurfürst: Ottheinrich (1556–1559)

    - Sachsen (Albertiner)
      - Kurfürst: August (1553–1586)

  - geistliche Fürstentümer
    - Hochstift Augsburg
      - Bischof: Otto von Waldburg (1543–1573) (1553–1573 Propst von Ellwangen)

    - Hochstift Bamberg
      - Bischof: Weigand von Redwitz (1522–1556)
      - Bischof: Georg Fuchs von Rügheim (1555–1561)

    - Hochstift Basel
      - Bischof: Melchior von Lichtenfels (1554–1575)

    - Erzstift Besançon
      - Erzbischof: Claude de La Baume (1544–1584)

    - Hochstift Brandenburg (ab 1544 evangelisch)
      - Bischof: Joachim von Münsterberg-Oels (1545–1560)

    - Erzstift Bremen
      - Erzbischof: Christoph von Braunschweig-Wolfenbüttel (1511–1558) (1502–1558 Bischof von Verden)

    - Hochstift Brixen
      - Bischof: Cristoforo Madruzzo (1542–1578) (1539–1567 Bischof von Trient)

    - Erzstift Cambrai
      - Bischof: Robert de Croÿ (1519–1556)
      - Bischof: Maximilian de Berghes (1556–1570) (ab 1559 Erzbischof)

    - Hochstift Cammin (seit 1545 evangelische Bischöfe)
      - Bischof: Martin Weiher (1549–1556)
      - Bischof: Johann Friedrich von Pommern (1556–1574) (1567–1569 Herzog von Pommern-Wolgast, 1569–1600 Herzog von Pommern-Stettin)

    - Hochstift Chur
      - Bischof: Thomas Planta (1550–1565)

    - Abtei Corvey
      - Abt: Reiner von Bocholtz (1555–1585)

    - Hochstift Eichstätt
      - Bischof: Eberhard von Hirnheim (1553–1560)

    - Fürstpropstei Ellwangen
      - Propst: Otto von Waldburg (1553–1573) (1543–1573 Bischof von Augsburg)

    - Hochstift Freising
      - Bischof: Leo Lösch von Hilkertshausen (1552–1559)

    - Abtei Fulda
      - Abt: Wolfgang Dietrich von Eusigheim (1505–1558)

    - Hochstift Halberstadt
      - Administrator: Sigismund von Brandenburg (1552–1566) (1552–1566 Erzbischof von Magdeburg)

    - Hochstift Hildesheim
      - Bischof: Friedrich von Dänemark (1551/4–1556)

    - Fürststift Kempten
      - Abt: Wolfgang von Grünenstein (1535–1557)

    - Hochstift Konstanz
      - Bischof: Christoph Metzler (1548–1561)

    - Hochstift Lübeck
      - Bischof: Andreas von Barby (1554–1559)

    - Hochstift Lüttich
      - Bischof: Georg von Österreich (1544–1557) (1526–1537 Administrator von Brixen, 1537–1539 Bischof von Brixen)

    - Erzstift Magdeburg
      - Erzbischof: Sigismund von Brandenburg (1552–1566) (1552–1566 Administrator von Halberstadt)

    - Hochstift Meißen
      - Bischof: Johann von Haugwitz (1555–1581)

    - Hochstift Merseburg
      - Bischof: Michael Helding (1550–1561)

    - Hochstift Metz (seit 1552 von Frankreich besetzt)
      - Bischof: François de Beaucaire de Péguillon (1555–1567)

    - Hochstift Minden
      - Administrator: Georg von Braunschweig-Wolfenbüttel (1554–1566) (1558–1566 Erzbischof von Bremen, 1558–1566 Bischof von Verden)

    - Hochstift Münster
      - Bischof: Wilhelm von Ketteler (1553–1557)

    - Hochstift Naumburg
      - Bischof: Julius von Pflug (1542/6–1564) (katholisch, vom Domkapitel gewählt)

    - Hochstift Osnabrück
      - Bischof: Johann von Hoya zu Stolzenau (1553/4–1574) (1566/7–1574 Bischof von Münster, 1568–1574 Bischof von Paderborn)

    - Hochstift Paderborn
      - Bischof: Rembert von Kerssenbrock (1547–1568)

    - Hochstift Passau
      - Bischof: Wolfgang von Closen (1555/6–1561)

    - Hochstift Ratzeburg (1554–1648 evangelische Administratoren)
      - Administrator: Christoph von Mecklenburg (1554–1592)

    - Hochstift Regensburg
      - Bischof: Georg von Pappenheim (1548–1563)

    - Erzstift Salzburg
      - Erzbischof: Michael von Kuenburg (1554–1560)

    - Hochstift Schwerin (seit 1533 evangelische Administratoren)
      - Administrator: Ulrich von Mecklenburg (1550–1603) (1555–1603 Herzog von Mecklenburg-Güstrow)

    - Hochstift Sitten
      - Bischof: Johann Jordan (1548–1565)

    - Hochstift Speyer
      - Bischof: Rudolf von und zu Frankenstein (1552–1560)

    - Hochstift Straßburg
      - Bischof: Erasmus von Limpurg (1541–1568)

    - Hochstift Toul (seit 1552 von Frankreich besetzt)
      - Bischof: Toussaint d’Hocedy (1543–1565)

    - Hochstift Trient
      - Bischof: Cristoforo Madruzzo (1539–1567) (1542–1578 Bischof von Brixen)

    - Hochstift Verden
      - Bischof: Christoph von Braunschweig-Wolfenbüttel (1502–1558) (1500–1511 Koadjutor von Bremen, 1511–1558 Erzbischof von Bremen)

    - Hochstift Verdun (seit 1552 von Frankreich besetzt)
      - Bischof: Nicolas Psaume (1548–1575)

    - Hochstift Worms
      - Bischof: Dietrich von Bettendorf (1552–1580)

    - Hochstift Würzburg
      - Bischof: Melchior Zobel von Giebelstadt (1544–1558)

  - weltliche Fürstentümer
    - Baden
      - Baden-Baden
        - Markgraf: Philibert (1536–1569)
        - Markgraf: Christoph II. (1537–1556) (bis 1556 unter Vormundschaft, ab 1556 Markgraf von Baden-Rodemachern)

      - Baden-Durlach
        - Markgraf: Karl II. (1553–1577)

      - Baden-Rodemachern (1556 von Baden-Baden abgespalten)
        - Markgraf: Christoph II. (1556–1575) (bis 1556 unter Vormundschaft Markgraf von Baden-Baden)

    - Bayern
      - Herzog: Albrecht V. (1550–1579)

    - Brandenburg-Ansbach
      - Markgraf: Georg Friedrich I. (1543–1603)

    - Brandenburg-Kulmbach
      - Markgraf: Interregnum (1554–1557)

    - Herzogtum Braunschweig-Lüneburg
      - Fürstentum Calenberg(-Göttingen)
        - Herzog: Erich II. (1540–1584)

      - Fürstentum Grubenhagen
        - Herzog: Ernst III. (IV.) (1551–1567)

      - Fürstentum Lüneburg
        - Herzog: Franz Otto (1555–1559)

      - Fürstentum Braunschweig-Wolfenbüttel
        - Herzog: Heinrich II. der Jüngere (1514–1568)

    - Hanau
      - Hanau-Lichtenberg
        - Graf: Philipp IV. (1538–1590)

      - Hanau-Münzenberg
        - Graf: Philipp III. (1529–1561)

    - Hessen
      - Landgraf: Philipp I. der Großmütige (1509–1567)

    - Hohenzollern
      - Graf: Karl I. (1525–1576)

    - Jülich-Kleve-Berg
      - Herzog: Wilhelm V. der Reiche (1539–1592)

    - Lippe
      - Graf: Bernhard VIII. (1536–1563)

    - Lothringen
      - Herzog: Karl III. (1545–1608) (bis 1559 unter Vormundschaft)
        - Regent: Nikolaus Graf von Vaudémont (1552–1559)

    - Mecklenburg
      - Mecklenburg-Güstrow
        - Herzog: Johann Albrecht I. (1547–1556)
        - Herzog: Ulrich (1555–1603) (bis 1556 Mitregent)

      - Mecklenburg-Schwerin
        - Herzog: Johann Albrecht I. (1552–1576)

    - Nassau
      - ottonische Linie
        - Nassau-Beilstein
          - Graf: Johann III. (1513–1561)

        - Nassau-Breda und Oranien
          - Fürst: Wilhelm der Schweiger (1544–1584)

        - Nassau-Dillenburg
          - Graf: Wilhelm der Reiche (1516–1559)

      - walramische Linie
        - Nassau-Saarbrücken
          - Graf: Johann III. (1554–1574)

        - Nassau-Weilburg
          - Graf: Philipp III. (1523–1559)

        - Nassau-Wiesbaden
          - Graf: Philipp, der Ältere (1511–1558)

    - Oldenburg
      - Graf: Anton I. (1526–1573)

    - Ortenburg
      - Graf: Joachim I. (1551–1600)

    - Ostfriesland
      - Regentin: Anna (1540–1561) (Regentschaft für ihre unmündigen Söhne)

    - Pfalz (Kurlinie siehe unter Kurfürstentümer)
      - Pfalz-Neuburg
        - Pfalzgraf: Ottheinrich (1505–1557) (bis 1522 unter Vormundschaft)

      - Pfalz-Simmern
        - Pfalzgraf: Johann II. der Jüngere (1509–1557)

      - Pfalz-Veldenz
        - Pfalzgraf: Georg Johann I. (1544–1592)

      - Pfalz-Zweibrücken
        - Pfalzgraf: Wolfgang (1532–1569)

    - Pommern
      - Pommern-Stettin
        - Herzog: Barnim IX. (1532–1569)

      - Pommern-Wolgast
        - Herzog: Philipp I. (1532–1560)

    - Sachsen (Ernestiner) (1554–1565 gemeinsame Herrschaft)
      - Herzog: Johann Friedrich II. der Mittlere (1554–1565/66)
      - Herzog: Johann Wilhelm (1554–1565/73)
      - Herzog: Johann Friedrich III. der Jüngere (1554–1565)

    - Sachsen-Lauenburg (Askanier)
      - Herzog: Franz I. (1543–1581)

    - Schleswig-Holstein (Schleswig gehörte nicht zum HRR, sondern war Teil Dänemarks)
      - königlicher Anteil
        - Herzog: Christian III. (1544–1559)  (1534–1559 König von Dänemark, 1534–1559 König von Norwegen, 1533–1544 Herzog von Schleswig-Holstein)

      - Schleswig-Holstein-Gottorf
        - Herzog: Adolf I. (1544–1586)

      - Schleswig-Holstein-Hadersleben
        - Herzog: Johann der Ältere (1544–1580)

    - Württemberg
      - Herzog: Christoph (1550–1568)

- Italienische Staaten
  - Ferrara, Modena und Reggio
    - Herzog: Ercole II. d’Este (1534–1559)

  - Genua
    - Doge: Agostino Pinelli Ardimenti (1555–1557)

  - Kirchenstaat
    - Papst: Paul IV. (1555–1559)

  - Mailand (1535–1706 zu Spanien)
    - Herzog: Philipp II. von Spanien  (1540–1598)
      - Gouverneur: Fernando Álvarez de Toledo, Herzog von Alba (1555–1556)
      - Gouverneur: Cristoforo Madruzzo (1556–1558)

  - Mantua und Montferrat (Gonzaga)
    - Herzog: Guglielmo Gonzaga (1550–1587)

  - Massa und Carrara
    - Markgraf: Alberico I. Cybo-Malaspina (1553–1623)

  - Neapel (1503–1707/14 zu Aragon bzw. Spanien)
    - König: Karl I. von Spanien  (1516–1556)
    - König: Philipp II. von Spanien (1556–1598)
      - Vizekönig: Bernardino de Mendoza (1555–1556)
      - Vizekönig: Fernando Álvarez de Toledo, Herzog von Alba (1556–1558)

  - Parma und Piacenza
    - Herzog: Ottavio Farnese (1547–1586)

  - Piombino
    - Herr: Iacopo VI. Appiani (1545–1585)

  - Savoyen
    - Herzog: Emanuel Philibert (1553–1580)

  - Sizilien (1412–1713 zu Aragon bzw. Spanien)
    - König: Karl I. von Spanien  (1516–1556)
    - König: Philipp II. von Spanien (1556–1598)
      - Vizekönig: Juan de Vega (1547–1557)

  - Toskana
    - Herzog: Cosimo I. de’ Medici (1537–1574) (ab 1569 Großherzog)

  - Urbino
    - Herzog: Guidobaldo II. della Rovere (1538–1574)

  - Venedig
    - Doge: Francesco Venier (1554–1556)
    - Doge: Lorenzo Priuli (1556–1559)

- Johanniter-Ordensstaat (auf Malta)
  - Großmeister: Claude de la Sengle (1553–1557)

- Livland
  - Landmeister: Heinrich von Galen (1551–1557)

- Moldau
  - Fürst: Alexandru Lăpușneanu (1552–1561, 1564–1568)

- Monaco
  - Seigneur: Honoré I. (1532–1581)

- Navarra
  - Königin: Johanna III. (1555–1572)

- Osmanisches Reich
  - Sultan: Süleyman I. der Prächtige (1520–1566)

- Polen
  - König: Sigismund II. August (1548–1572)

- Portugal
  - König: Johann III. (1521–1557)

- Preußen
  - Herzog: Albrecht (1525–1568) (1511–1525 Hochmeister des Deutschen Ordens)

- Russland
  - Zar: Iwan IV. (1533–1584) (bis 1547 Großfürst)

- Schottland
  - Königin: Maria Stuart (1542–1567)

- Schweden
  - König: Gustav I. Wasa (1523–1560)

- Spanien
  - König: Karl I. (1516–1556) (1520–1556 Kaiser, 1519–1556 römisch-deutscher König, 1519–1521 Erzherzog von Österreich)
  - König: Philipp II. (1556–1598) (1580–1598 König von Portugal)

- Ungarn (Herrschaft umstritten)
  - König: Ferdinand I. (1526–1564) (1556–1564 Kaiser, 1526–1564 König von Böhmen, 1521–1564 Erzherzog von Österreich)
  - König: Johann Sigismund Zápolya (1540–1570) (1570–1571 Fürst von Siebenbürgen)

- Walachei (unter osmanischer Oberherrschaft)
  - Woiwode: Patrascu cel Bun (1554–1558)